# ポルトガル君主一覧
ポルトガル君主一覧では、1139年のポルトガル王国の建国から1910年10月5日革命による王政の廃止とポルトガル第一共和政の成立に至るまでのポルトガルの君主について記述する。

## 概要
ポルトガルでは約800年の間君主制がとられ、歴代の国王は「ポルトガル国王」以外に様々な称号を保持、もしくは自称した。フェルナンド1世とアフォンソ5世の2人はカスティーリャ王国の王位を請求し、カスティーリャへの介入を試みた。16世紀のハプスブルク家（アブスブルゴ家）が勢力を拡大した時代、一時期はスペイン・ハプスブルク朝の君主がスペイン・ナポリ＝シチリアの国王とポルトガル国王を兼ねていた。ブラガンサ王朝の君主はポルトガル王位のほかにブラジル国王、ブラジル皇帝などの称号も保有していた。
1910年の王政打倒後、1919年1月19日に王党派が王政の復活を宣言して政府に反乱を起こしたが（北部王国）、2月13日に内戦は終結する。最後のポルトガル国王マヌエル2世の死後、ミゲル1世の孫であるドゥアルテ・ヌノがポルトガルの王位請求者となった。1949年3月には、ドゥアルテ・ヌノにポルトガル国内への居住が許可された。王政の支持者はドゥアルテ・ヌノから始まる王位請求者を歓迎しているが、ポルトガルの州および議会は彼らをポルトガル王として認めていないため、権力を有しない象徴的な存在に留まっている。
歴代ポルトガル国王はいずれも建国者のアフォンソ1世を祖先に持つが、しばしば直系の子孫が断絶した。ポルトガルには、以下の王朝が存在していた。
- ボルゴーニャ王朝（1143年 - 1383年）
- アヴィス王朝（1385年 - 1580年）
- スペイン・ハプスブルク王朝（フィリペ王朝）（1581年 - 1640年）
- ブラガンサ王朝（1640年 - 1910年）
  - ブラガンサ＝コブルゴ家（1853年 - 1910年）

## ボルゴーニャ家（1143年 - 1383年）
ボルゴーニャ家はポルトガル王国を創始した一族として知られている。ボルゴーニャ王朝の祖であるエンリケ・デ・ボルゴーニャ（アンリ・ド・ブルゴーニュ）はフランスのブルゴーニュ出身の有力貴族であり、カスティーリャ王国のアルフォンソ6世の求めに応じてイベリア半島に渡り、レコンキスタに参加した。エンリケはカスティーリャ王国の封臣としてポルトゥカーレ伯領とコインブラ伯領を統治し、ポルトガル独立の基礎が形成されていく。エンリケの息子アフォンソ・エンリケス（アフォンソ1世）がポルトガルの独立を宣言した時、ボルゴーニャ家は一貴族から2世紀以上にわたってポルトガルを統治する王家へと転身する。
フェルナンド1世の死後に起きた後継者断絶の危機の後、フェルナンド1世の娘であるベアトリスがポルトガル女王となるが、彼女の夫であるカスティーリャ国王フアン1世がポルトガル王位を請求した。ベアトリスをポルトガルの君主に含めるか否かについては、研究者の間で意見が分かれている。
| 君主名                                              | 生没年月日                      | 即位          | 退位           | 補足                   | 家系           | 画像 |
| --------------------------------------------------- | ------------------------------- | ------------- | -------------- | ---------------------- | -------------- | ---- |
| アフォンソ1世 - ポルトガル語: Afonso I              | 1109年 – 1185年12月6日          | 1139年7月25日 | 1185年12月6日  | ポルトガル王国の建国者 | ボルゴーニャ家 |      |
| サンシュ1世 - 植民王 - ポルトガル語: Sancho I       | 1154年11月11日 – 1212年3月26日  | 1185年12月6日 | 1212年3月26日  | アフォンソ1世の子      | ボルゴーニャ家 |      |
| アフォンソ2世 - 肥満王 - ポルトガル語: Afonso II    | 1185年4月23日 – 1223年3月25日   | 1212年3月26日 | 1223年3月25日  | サンシュ1世の子        | ボルゴーニャ家 |      |
| サンシュ2世 - ポルトガル語: Sancho II               | 1209年9月8日 – 1248年1月4日     | 1223年3月26日 | 1247年12月4日  | アフォンソ2世の子      | ボルゴーニャ家 |      |
| アフォンソ3世 - ポルトガル語: Afonso III            | 1210年5月5日 – 1279年2月16日    | 1248年1月4日  | 1279年2月16日  | アフォンソ2世の子      | ボルゴーニャ家 |      |
| ディニス1世 - 農夫王 - ポルトガル語: Dinis I        | 1261年10月9日 – 1325年1月7日    | 1279年2月6日  | 1325年1月7日   | アフォンソ3世の子      | ボルゴーニャ家 |      |
| アフォンソ4世 - 勇敢王 - ポルトガル語: Afonso IV    | 1291年2月8日 – 1357年5月28日    | 1325年1月7日  | 1357年5月28日  | ディニス1世の子        | ボルゴーニャ家 |      |
| ペドロ1世 - 厳格王 - ポルトガル語: Pedro I          | 1320年4月19日 – 1367年1月18日   | 1357年5月8日  | 1367年1月18日  | アフォンソ4世の子      | ボルゴーニャ家 |      |
| フェルナンド1世 - 美男王 - ポルトガル語: Fernando I | 1345年10月31日 – 1383年10月22日 | 1367年1月18日 | 1383年10月22日 | ペドロ1世の子          | ボルゴーニャ家 |      |

## アヴィス家（1385年 - 1580年）
1385年にボルゴーニャ王朝に代わってアヴィス王朝が成立する。アヴィス王朝は、即位前にアヴィス騎士団長を務めていたペドロ1世の庶子ジョアン1世を王朝の祖とする。ジョアン1世の曾孫ジョアン2世が嗣子に先立たれて死亡した後、従弟で義弟であるベージャ公マヌエルが王位を継承した。セバスティアン1世は結婚を避けていたため子がおらず、その戦死後に大叔父である枢機卿エンリケが王位を継承した。1580年1月にエンリケ1世は後継者を指名しないまま没し、マヌエル1世の孫であるクラト修道院長ドン・アントニオとブラガンサ公ジョアンの妻カタリーナが有力な後継者候補として挙げられた。彼らと同じくマヌエル1世の孫であるスペイン国王フェリペ2世（ポルトガル国王としてはフィリペ1世）が王位を請求し、アントニオを破った。
| 君主名                                                         | 生没年月日                     | 即位                         | 退位                          | 補足                | 家系       | 画像 |
| -------------------------------------------------------------- | ------------------------------ | ---------------------------- | ----------------------------- | ------------------- | ---------- | ---- |
| ジョアン1世 - ポルトガル語: João I                             | 1358年4月11日 – 1433年8月14日  | 1385年4月6日                 | 1433年8月14日                 | ペドロ1世の非嫡出子 | アヴィス家 |      |
| ドゥアルテ1世 - 雄弁王 - ポルトガル語: Duarte I                | 1391年10月31日 – 1438年9月9日  | 1433年8月14日                | 1438年9月9日                  | ジョアン1世の子     | アヴィス家 |      |
| アフォンソ5世 - アフリカ人 - ポルトガル語: Afonso V            | 1432年1月15日 – 1481年8月28日  | 1438年9月13日 1477年11月15日 | 1477年11月11日 1481年8月28日  | ドゥアルテ1世の子   | アヴィス家 |      |
| ジョアン2世 - 完全王 - ポルトガル語: João II                   | 1455年3月3日 – 1495年10月25日  | 1477年11月11日 1481年8月28日 | 1477年11月15日 1495年10月25日 | アフォンソ5世の子   | アヴィス家 |      |
| マヌエル1世 - 幸運王、金持王 - ポルトガル語: Manuel I          | 1469年5月31日 - 1521年12月13日 | 1495年10月25日               | 1521年12月13日                | ジョアン2世の従弟   | アヴィス家 |      |
| ジョアン3世 - 信心王 - ポルトガル語: João III                  | 1502年6月7日 - 1557年6月11日   | 1521年12月13日               | 1557年6月11日                 | マヌエル1世の子     | アヴィス家 |      |
| セバスティアン1世 - 待望王、騎士王 - ポルトガル語: Sebastião I | 1554年1月20日 - 1578年8月4日   | 1557年6月11日                | 1578年8月4日                  | ジョアン3世の孫     | アヴィス家 |      |
| エンリケ1世 - ポルトガル語: Henrique I                         | 1512年1月31日 – 1580年1月31日  | 1578年8月4日                 | 1580年1月31日                 | マヌエル1世の子     | アヴィス家 |      |

## ハプスブルク家（1581年 - 1640年）
神聖ローマ帝国の皇帝カール5世の息子でありスペイン王フェリペ2世、イングランド王フェリペ1世（メアリー1世の夫）の称号を持つフェリペは、1581年にポルトガルの王位も主張しはじめ、ポルトガル王位継承戦争でドン・アントニオを破り、ポルトガル王フェリペ1世を名乗ってポルトガルをスペイン・ハプスブルク家（フィリペ王朝）の支配下におき、1581年から1640年までの間、ポルトガルを統治した。1580年12月にリスボンへ入城し、トマールで開催されたコルテスでポルトガル王を称した。イベリア連合として知られる同君連合の下、ポルトガルは自治権を付与された。時代が進むにつれてスペインへの中央集権化が進められ、ポルトガルには財政・軍事の負担が重くのしかかる。ポルトガル内では独立の機運が高まり、1640年6月のカタルーニャの反乱が再独立運動を後押しした。
| 君主名                                        | 生没年月日                    | 即位          | 退位          | 補足            | 家系           | 画像 |
| --------------------------------------------- | ----------------------------- | ------------- | ------------- | --------------- | -------------- | ---- |
| フィリペ1世 - 慎重王 - ポルトガル語: Filipe I | 1527年5月21日 - 1598年9月13日 | 1581年3月25日 | 1598年9月13日 | マヌエル1世の孫 | ハプスブルク家 |      |
| フィリペ2世 - ポルトガル語: Filipe II         | 1578年4月14日 - 1621年3月31日 | 1598年9月13日 | 1621年3月31日 | フィリペ1世の子 | ハプスブルク家 |      |
| フィリペ3世 - ポルトガル語: Filipe III        | 1605年4月8日 - 1665年9月17日  | 1621年3月31日 | 1640年12月1日 | フィリペ2世の子 | ハプスブルク家 |      |

## ブラガンサ家（1640年 - 1910年）
1640年12月のクーデターの成功の後にポルトガルの再独立が宣言され、コルテスでブラガンサ公ドン・ジョアンのポルトガル王位が承認される。ドン・ジョアンの即位により、ブラガンサ王朝が成立する。ポルトガル王政復古戦争を経て、1668年にポルトガルとスペインの和平が成立した。1853年から1910年までポルトガルに君臨した4人のブラガンサ家の国王の出身家系を指して、「ブラガンサ＝コブルゴ家」という呼称が使われる。なお、1910年に父と同時に襲撃され、父の崩御から20分後に死去した王太子ルイス・フィリペについては、父の崩御と同時に王位に即位したとする説とそれを否定する説がある。
| 君主名                                      | 生没年月日                      | 即位                       | 退位                         | 補足                                                 | 家系                           | 画像 |
| ------------------------------------------- | ------------------------------- | -------------------------- | ---------------------------- | ---------------------------------------------------- | ------------------------------ | ---- |
| ジョアン4世 - ポルトガル語: João IV         | 1603年3月18日 – 1656年11月6日   | 1640年12月1日              | 1656年11月6日                | マヌエル1世の玄孫                                    | ブラガンサ家                   |      |
| アフォンソ6世 - ポルトガル語: Afonso VI     | 1643年8月21日 – 1683年9月12日   | 1656年11月6日              | 1683年9月12日                | ジョアン4世の子                                      | ブラガンサ家                   |      |
| ペドロ2世 - ポルトガル語: Pedro II          | 1648年4月26日 – 1706年12月9日   | 1683年11月6日              | 1706年12月9日                | ジョアン4世の子                                      | ブラガンサ家                   |      |
| ジョアン5世 - 大度王 - ポルトガル語: João V | 1689年10月22日 - 1750年7月31日  | 1706年12月9日              | 1750年7月31日                | ペドロ2世の子                                        | ブラガンサ家                   |      |
| ジョゼ1世 - 改革王 - ポルトガル語: José I   | 1714年6月6日 – 1777年2月24日    | 1750年7月31日              | 1777年2月24日                | ジョアン5世の子                                      | ブラガンサ家                   |      |
| マリア1世 - ポルトガル語: Maria I           | 1734年12月17日 - 1816年3月20日  | 1777年2月24日              | 1816年3月20日                | ジョゼ1世の娘                                        | ブラガンサ家                   |      |
| ペドロ3世 - ポルトガル語: Pedro III         | 1717年7月5日 - 1786年5月25日    | 1777年2月24日              | 1786年5月25日                | マリア1世の夫、ジョアン5世の子 マリア1世の共同統治者 | ブラガンサ家                   |      |
| ジョアン6世 - ポルトガル語: João VI         | 1767年5月13日 – 1826年3月10日   | 1816年3月20日              | 1826年3月10日                | マリア1世とペドロ3世の子                             | ブラガンサ家                   |      |
| ペドロ4世 - ポルトガル語: Pedro IV          | 1798年10月12日 – 1834年9月24日  | 1826年3月10日              | 1826年5月2日                 | ジョアン6世の子                                      | ブラガンサ家                   |      |
| マリア2世 - ポルトガル語: Maria II          | 1819年4月4日 – 1853年11月15日   | 1826年5月2日 1834年5月26日 | 1828年6月23日 1853年11月15日 | ペドロ4世の娘                                        | ブラガンサ家                   |      |
| ミゲル1世 - ポルトガル語: Miguel I          | 1802年10月26日 – 1866年11月14日 | 1828年2月26日              | 1834年5月6日                 | ジョアン6世の子                                      | ブラガンサ家                   |      |
| フェルナンド2世 - ポルトガル語: Fernando II | 1816年10月29日 – 1885年12月15日 | 1837年9月16日              | 1853年11月15日               | マリア2世の夫 共同統治者                             | ザクセン＝コーブルク＝ゴータ家 |      |

| 君主名                                       | 生没年月日                      | 即位           | 退位           | 補足                           | 家系                   | 画像 |
| -------------------------------------------- | ------------------------------- | -------------- | -------------- | ------------------------------ | ---------------------- | ---- |
| ペドロ5世 - 有望王 - ポルトガル語: Pedro V   | 1837年9月16日 – 1861年11月11日  | 1853年11月15日 | 1861年11月11日 | マリア2世とフェルナンド2世の子 | ブラガンサ＝コブルゴ家 |      |
| ルイス1世 - 民衆王 - ポルトガル語: Luís I    | 1838年10月31日 – 1889年10月19日 | 1861年11月11日 | 1889年10月19日 | マリア2世とフェルナンド2世の子 | ブラガンサ＝コブルゴ家 |      |
| カルロス1世 - ポルトガル語: Carlos I         | 1863年9月28日 – 1908年2月1日    | 1889年10月19日 | 1908年2月1日   | ルイス1世の子                  | ブラガンサ＝コブルゴ家 |      |
| ルイス・フィリペ - ポルトガル語: Luís Filipe | 1887年3月21日 – 1908年2月1日    | 1908年2月1日   | 1908年2月1日   | カルロス1世の子                | ブラガンサ＝コブルゴ家 |      |
| マヌエル2世 - ポルトガル語: Manuel II        | 1889年11月15日 – 1932年7月2日   | 1908年2月1日   | 1910年10月4日  | カルロス1世の子                | ブラガンサ＝コブルゴ家 |      |